# Аржантей (округ)
Округ Аржантей (фр. Arrondissement d'Argenteuil) — округ у Франції, в департаменті Валь-д'Уаз. 2023 року округ об'єднував 17 муніципалітетів, населення становило 424 687 осіб.
Адміністративний центр (супрефектура) — Аржантей.

## Муніципалітети
Список муніципалітетів округу та їхні коди INSEE:
1. Аржантей (95018)
2. Безон (95063)
3. Бессанкур (95060)
4. Бошам (95051)
5. Ербле (95306)
6. Ермон (95219)
7. Кормей-ан-Паризі (95176)
8. Ла-Фретт-сюр-Сен (95257)
9. Ле-Плессі-Бушар (95491)
10. Монтіньї-ле-Кормей (95424)
11. Обонн (95203)
12. П'єррле (95488)
13. Саннуа (95582)
14. Сен-Ле-ла-Форе (95563)
15. Таверні (95607)
16. Франконвіль (95252)
17. Фрепійон (95256)